# Carlos Pauner
Carlos Pauner (* 9. června 1964) je španělský horolezec. Narodil se ve městě Jaca na severu Španělska v provincii Aragonie. S výškovým horolezectvím začal roku 1995 v Indii. O šest let později dokázal vylézt na svou první osmitisícovku a to hned na druhou nejvyšší K2. Během deseti let do roku 2011 dokázal vystoupit na dvanáct osmitisícovek, v roce 2013 přidat i Mount Everest. Ve svém projektu 8000 si dal za úkol vystoupit na všechny hory vyšší než osm tisíc metrů. K dosažení všech čtrnácti mu chybí pouze Šiša Pangma, o kterou se již jednou neúspěšně pokoušel. O svých výpravách natočil deset dokumentárních filmů.

## Úspěšné výstupy na osmitisícovky
- 2001 K2 (8611 m)
- 2002 Makalu (8465 m)
- 2003 Kančendženga (8586 m)
- 2004 Gašerbrum I (8068 m)
- 2004 Čo Oju (8201 m)
- 2005 Nanga Parbat (8125 m)
- 2007 Broad Peak (8047 m)
- 2008 Dhaulágirí (8167 m)
- 2010 Annapurna (8091 m)
- 2010 Manáslu (8163 m)
- 2011 Lhoce (8516 m)
- 2011 Gašerbrum II (8035 m)
- 2013 Mount Everest (8849 m)